# Amy Winehouse: Back to Black
Amy Winehouse: Back to Black é um filme britânico de 2018, dos gêneros documentário e musical, que narra a vida da cantora inglesa Amy Winehouse e a produção de seu segundo álbum de estúdio, Back to Black (2006). Ele contém novas entrevistas, bem como imagens de arquivo.
Dirigido por Jeremy Marre,  o filme foi transmitido pela primeira vez na BBC Four em 14 de setembro de 2018 (no que seria o 35º aniversário de Winehouse) como parte da série de documentários Classic Albums. Foi lançado em DVD, Blu-ray e digitalmente em 2 de novembro de 2018 pela Eagle Vision.
O filme é acompanhado por An Intimate Evening in London, apresentando imagens de uma performance de Winehouse no Riverside Studios, em Londres, em fevereiro de 2008.

## Colaboradores
- Amy Winehouse (filmagem de arquivo)
- Mark Ronson
- Salaam Remi
- Tom Elmhirst
- Abelha Darcus
- Nick Shymansky
- Juliette Ashby
- Dionne Bromfield
- Ronnie Spector

## An Intimate Evening in London
O documentário é acompanhado por An Intimate Evening in London, que consiste em imagens inéditas de uma performance de Winehouse no Riverside Studios em Londres em fevereiro de 2008. Foi um show privado dado para familiares, amigos e executivos de gravadoras na noite em que ela ganhou cinco prêmios Grammy na sua 50.ª edição.